# Höhenfestpunkt

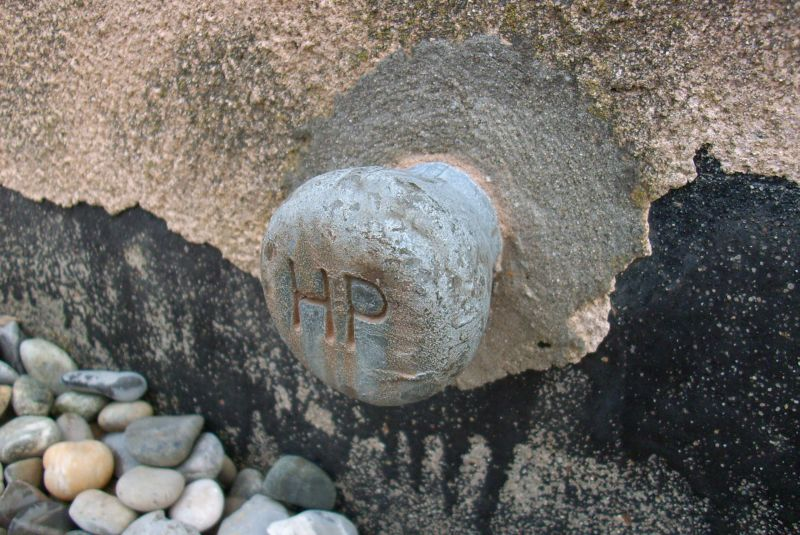
Höhenfestpunkt;
Genauigkeit:
1 mm an der Bolzenoberkante

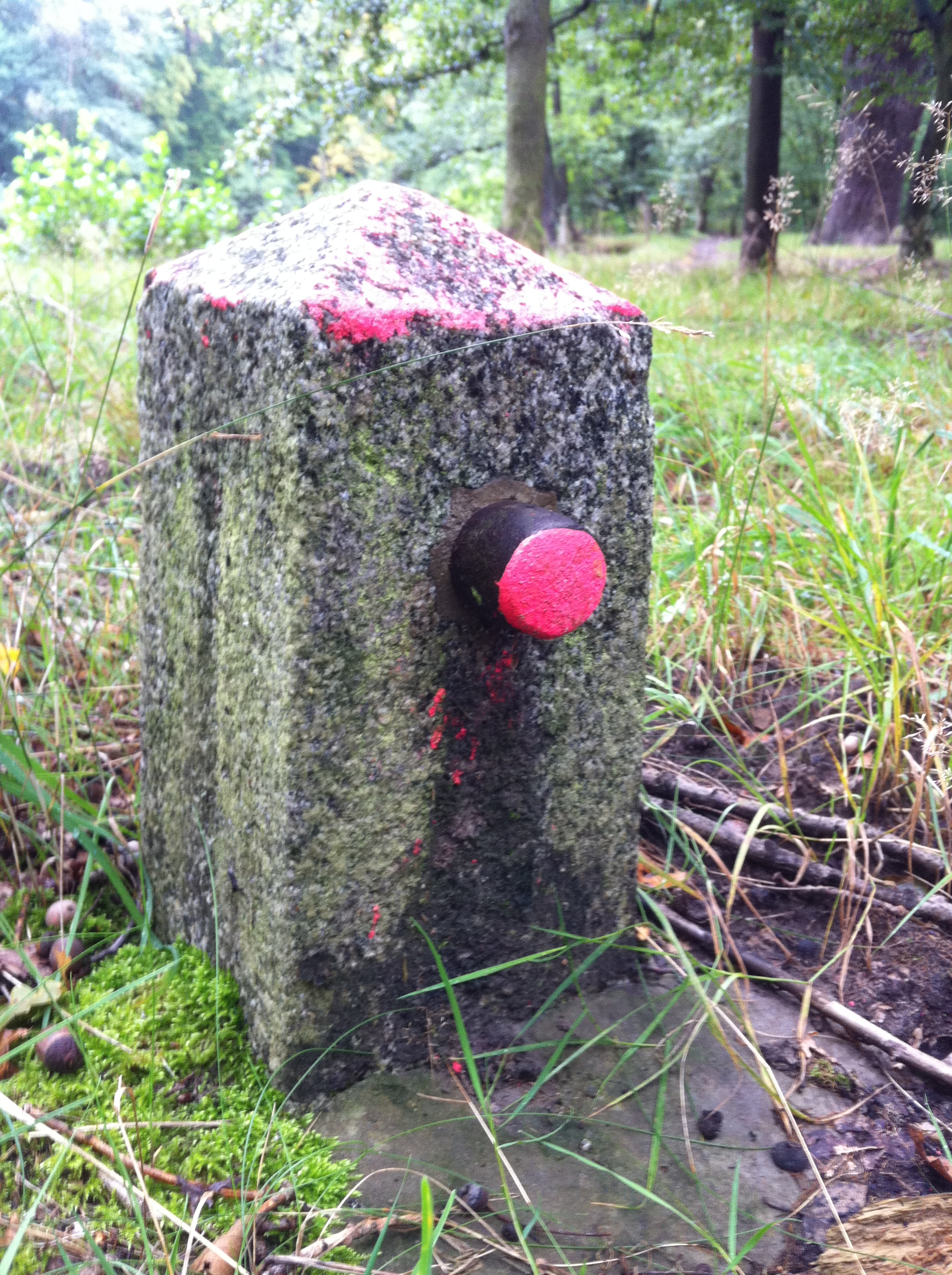
Höhenfestpunkt (Markstein) in einem Wald in Berlin-Spandau

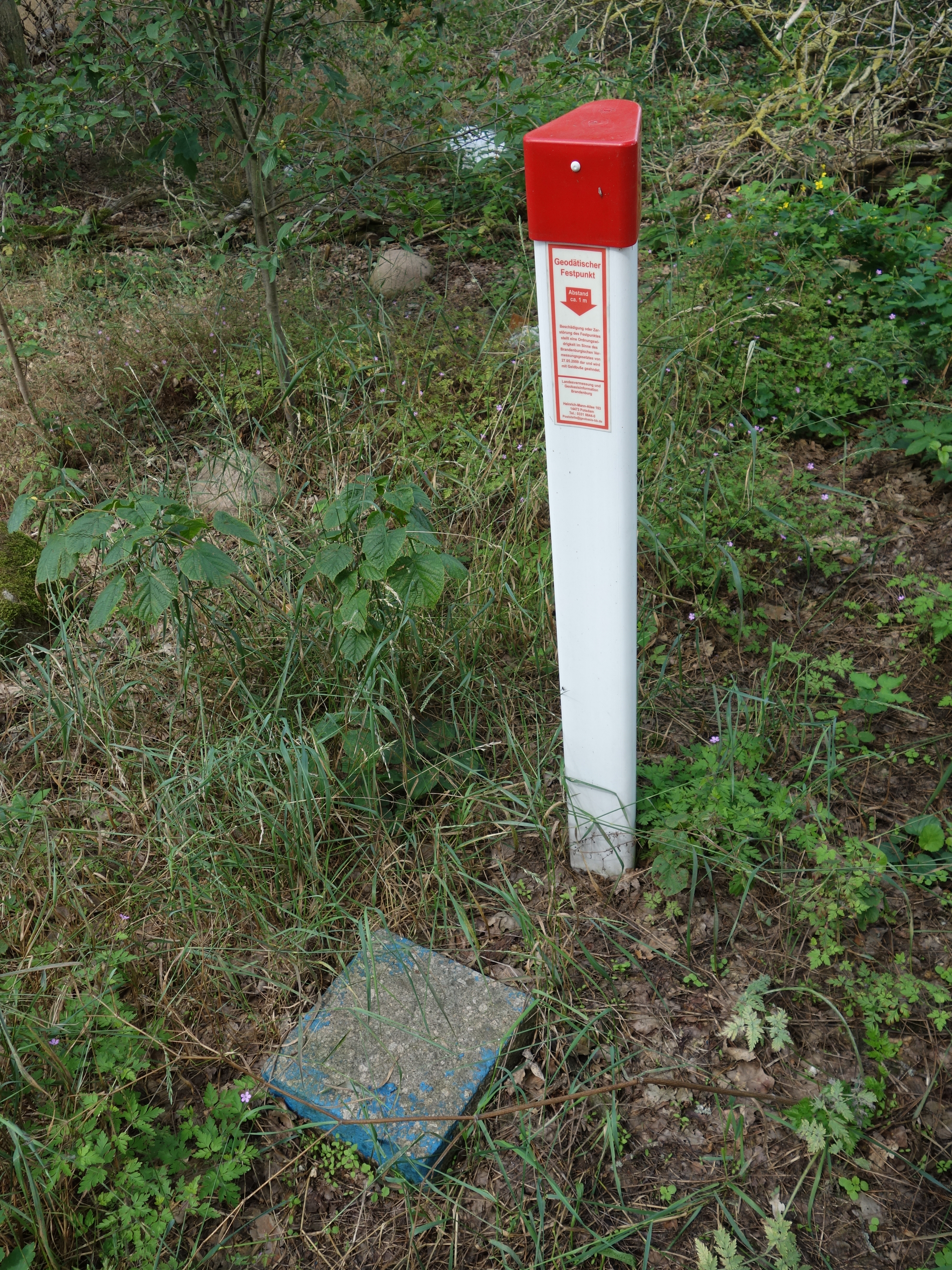
Messpunkt 32040 des Brandenburgischen Netzes aus Stein, daneben Markierungspfosten aus weißem Kunststoff mit roter Kappe

Als Höhenfestpunkt (HFP) wird ein geodätischer Festpunkt bezeichnet, der speziell als Ausgangspunkt für die Höhenmessung (technisches oder Präzisions-Nivellement) dient.
Höhenfestpunkte müssen eine besonders hohe Stabilität der Vermarkung besitzen, da der Anspruch an die Genauigkeit ein Millimeter oder kleiner ist, also etwa fünfmal höher als für Lagefestpunkte. Die Punkte des Grundlagennetzes sind deswegen auf geo- bzw. bautechnisch stabilen Orten angebracht, wie zum Beispiel an massiv errichteten Gebäuden, die schon lange existieren und keiner Setzung mehr unterliegen. Bei den besonders wichtigen Punkten nullter Ordnung (Bezugspunkten des Grundlagennetzes) werden die Vermarkungen ausschließlich auf gewachsenem Fels und nach vorheriger geologischer Untersuchung errichtet.
Höhenfestpunkte wurden im Allgemeinen durch linienförmige Vermessung angelegt, sind aber untereinander durch Ausgleichsrechnung auch flächenhaft vernetzt. Ihre Höhen beziehen sich auf das Höhensystem der jeweiligen Landesvermessung (Höhe über Normalnull (NN), über Adria, über dem Pegel Genua und so weiter) oder einen regionalen Datumspunkt. Sie werden in der Regel auf einen Millimeter genau angegeben.
Die wichtigsten Stabilisierungsarten sind:
- Vermessungsstein
- Turmbolzen und andere Höhenbolzen an Gebäuden
- Kreuzmarke oder ähnliches im anstehenden Fels

Die Höhenmarke muss einen klar ersichtlichen höchsten Punkt haben, auf dem die Nivellierlatte aufgesetzt wird.
Höhenfestpunkte werden periodisch überprüft und hinsichtlich von Höhenänderungen überwacht, was auch Erkenntnisse über geodynamische Änderungen der Erdkruste geben kann.
Eine Auswahl besonders stabiler Höhenfestpunkte (etwa alle 50 Kilometer) bilden auch die Bezugspunkte des Schweregrundnetzes.